# مهرداد قنبری
مهرداد قنبری (زادهٔ ۱ آذر ۱۳۶۸ - ساری ساروی ریکا) یک بازیکن فوتبال اهل ایران است که در پست مدافع برای تیم فوتبال خیبر خرم‌آباد در لیگ برتر خلیج فارس بازی می‌کند.

## دوران باشگاهی
بازیکن فصل ۹۳–۱۳۹۲ تیم پدیدهٔ مشهد که در ۱۷ بازی فصل گذشتهٔ این تیم در لیگ دستهٔ یک حضور داشته و یک گل به ثمر رسانده با حضور در دفتر سعید آذری مدیرعامل باشگاه ذوب آهن اصفهان قرارداد خود را برای حضور در سه فصل آینده در تیم سفید و سبزپوش اصفهانی به امضا رساند.
وی سابقه بازی در تیم های شهرداری تبریز، پدیده مشهد، ذوب‌آهن اصفهان، مس کرمان و خیبر خرم‌آباد در سابقه کارنامه ورزشی خود دارد.

## افتخارات
- جام حذفی
- قهرمانی در جام حذفی ۹۴–۱۳۹۳ به همراه تیم ذوب‌آهن اصفهان
- قهرمانی در جام حذفی ۹۵–۱۳۹۴ به همراه تیم ذوب‌آهن اصفهان
- سوپر جام
- قهرمانی در سوپر جام ۱۳۹۵ به همراه تیم ذوب‌آهن اصفهان
- لیگ آزادگان ایران
- قهرمانی در لیگ آزادگان ۱۴۰۲ به همراه تیم خیبر خرم آباد